# 本陣靖司
本陣 靖司（ほんじん やすもり、1942年7月17日 - ）は、日本の経営者。北國銀行頭取を務めた。石川県出身。父は北國銀行第3代頭取の本陣甚一。

## 経歴
1965年に慶應義塾大学経済学部を卒業し、同年4月に住友銀行に入行。1978年4月に北國銀行に転じ、1980年12月に取締役に就任し、1984年6月に常務、1989年8月に専務を経て、1990年6月には頭取に就任。1997年10月に北國銀行背任事件で逮捕されたことにより、頭取を解任されたが、2005年10月に無罪判決を受けた。